# Karima Adebibe
Karima Adebibe (Bethnal Green, Londres, 1985) es una modelo y actriz inglesa. Su madre es irlandesa y su padre es marroquí, con él vivió hasta los 7 años para luego volver a Inglaterra con su madre.

## Biografía
A sus 20 años fue escogida para encarnar el papel de modelo promocional del juego Lara Croft Tomb Raider: Legend.
En febrero de 2006 fue oficialmente anunciada como la nueva modelo promocional de Lara Croft, con esto Karima dejó su trabajo de dependienta para instruirse en técnicas de combate, uso de armas, base de arqueología y aprender a actuar.
Antes de Karima las que se encargaban de promocionar los respectivos juegos fueron: Ellen Roche, Nathalie Cook, Vanessa Demouy (Tomb Raider), Rhona Mitra (Tomb Raider II), Nell McAndrew (Tomb Raider III), Lara Weller (Tomb Raider IV), Lucy Clarkson (Tomb Raider Chronicles), Jill De Jong (Tomb Raider Angel Of Darkness).